# Борцов, Николай Тимофеевич
Николай Тимофеевич Борцов (23 ноября 1920, Челябинск — 3 марта 1977, Первоуральск, Свердловская область) — советский игрок в хоккей с мячом, футбол, хоккей с шайбой.
Участник Великой Отечественной войны — ордена Отечественной Войны II степени, Красной Звезды.

## Биография
В хоккее с мячом в 1940—1941 году выступал также за «Динамо» (Хабаровск). В 1945-46 годах — игрок свердловского «Динамо».
В высшей лиге выступал за ОДО (Свердловск), отыграл 7 сезонов (1947—1953). В чемпионатах страны провел 22 матча, забил 8 мячей.
Выступал за «Зенит» Казань (1953—1954),ОДО Петрозаводск (1954—1955) и «Металлург» Первоуральск (1956—1957) . Футбол. Воспитанник Динамо Хабаровск в 1946-48 годах играл в составе ОДО Свердловск.

## Достижения
- Чемпион СССР 1950, 1953 годы.
- Серебряный призёр чемпионата СССР 1951 года.
- Бронзовый призёр чемпионата СССР 1952 года.
- В 1953 году включался в символическую сборную сезона.
- Чемпион Вооруженных Сил СССР 1948 года.
- Чемпион РСФСР 1952 года
- Бронзовый призёр чемпионата РСФСР 1957 года.
- Обладатель Кубка РСФСР с 1942 по 1952 годы.

## Тренерская карьера
Играющий тренер команды ОДО (Петрозаводск), тренер команды Старотрубного завода (Петрозаводск) с 1959 по 1968 годы, главный тренер команды мастеров «Уральский трубный» (Первоуральск) с 1968 по 1970 годы.